# Квинт Фабий Максим Аллоброгик
Квинт Фабий Максим Аллоброгик (лат. Quintus Fabius Maximus Allobrogicus; II век до н. э.) — древнеримский военачальник и политический деятель из патрицианского рода Фабиев, консул 121 года до н. э. Вместе с Гнеем Домицием Агенобарбом завоевал южную часть Трансальпийской Галлии, позже ставшую провинцией Нарбонская Галлия.

## Происхождение
Квинт Фабий Максим Аллоброгик был сыном Квинта Фабия Максима Эмилиана, консула 145 года до н. э. Эмилиан по рождению принадлежал к древнему патрицианскому роду Эмилиев, возводившему свою генеалогию ко второму царю Рима Нуме Помпилию. Его отцом был Луций Эмилий Павел Македонский, братом Публий Корнелий Сципион Эмилиан, дядей Публий Корнелий Сципион Африканский; Тиберий и Гай Гракхи приходились Аллоброгику троюродными братьями. Приёмным отцом Эмилиана стал Квинт Фабий Максим, предположительно внук Кунктатора

## Биография
В молодости Квинт Фабий, по словам Валерия Максима, «вёл бесчестную жизнь». Тем не менее в 135 году до н. э. Сципион Эмилиан, бывший в те времена одним из самых влиятельных политиков Рима, поддержал своего племянника на выборах квесторов. Известно, что Сципион лично явился на Марсово поле в день выборов; в результате Максима выбрали квестором, а Сципиона неожиданно для него — консулом . В 134—133 годах до н. э. Квинт Фабий участвовал под началом дяди в Нумантинской войне в Испании. Именно он привёл на Пиренеи войско из 4 тысяч добровольцев. Несколькими годами позже он потерял отца, а в 129 году до н. э. и дядю, на похоронах которого произнёс погребальную речь, написанную Гаем Лелием Мудрым. В этой речи оратор поблагодарил богов за то, что Сципион Эмилиан родился именно в Риме.
Не позже 124 года до н. э., учитывая дату его консулата и требования закона Виллия, Квинт Фабий должен был занимать должность претора. В 123 году до н. э. какой-то Фабий был наместником одной из испанских провинций; известно, что он путём реквизиций собрал партию зерна, которую прислал в Рим, а народный трибун Гай Семпроний Гракх приказал это зерно продать и деньги раздать провинциалам. «К Фабию он обратился со строгим порицанием за то, что он делает власть Рима ненавистной и непереносимой». Предположительно этим наместником был будущий Аллоброгик.
В 121 году до н. э. Квинт Фабий стал консулом совместно с плебеем Луцием Опимием. Он отправился в Трансальпийскую Галлию, где Гней Домиций Агенобарб с предыдущего года воевал против аллоброгов. Совместно Максим и Агенобарб победили это племя, а потом, 8 августа 121 года до н. э., в большом сражении при Изере разгромили рутенов и арвернов. В результате южная часть Галлии стала новой провинцией Рима, позже получившей название Нарбонская Галлия. Основную славу за это получил Квинт Фабий, поскольку он как действующий консул был старше по должности, чем проконсул Гней Домиций. Поэтому Максим удостоился агномена Аллоброгик (или Аллоброгский) и отпраздновал триумф раньше, чем его соратник. Во время триумфального шествия римлянам был продемонстрирован пленённый вождь арвернов Битуит на колеснице в разукрашенных доспехах.
На месте своей победы над галлами Квинт Фабий построил каменную башню с трофеями наверху. В Риме он воздвиг триумфальную арку на Священной дороге возле храма Весты, получившую название Фабиева арка.
Неизвестно, когда и как Максим Аллоброгик закончил свой жизненный путь. Возможно, именно этот Квинт Фабий в 111 году до н. э. первым подал свой голос при обсуждении очередного аграрного закона. Тот факт, что Марк Туллий Цицерон не назвал его имя, перечисляя в своей речи «В защиту Публия Сестия» вождей оптиматов на 100 год до н. э., говорит о том, что к тому времени Аллоброгик точно был мёртв.

## Интеллектуальные занятия
Цицерон в перечне римских ораторов в трактате «Брут» называет и Квинта Фабия. По его словам, поэт Луций Акций утверждал, что Максим Аллоброгик «говорил не без изящества и для своего времени был весьма сведущ как в латинской, так и в греческой литературе».

## Потомки
У Квинта Фабия был сын того же имени. О нём известно только, что в 91 году до н. э. претор Квинт Помпей Руф запретил ему пользоваться отцовским имуществом из-за разгульного образа жизни. Внуком Аллоброгика был Квинт Фабий Максим, консул-суффект 45 года до н. э.